# 김천생명과학고등학교
김천생명과학고등학교(金泉生命科學高等學校)는 대한민국 경상북도 김천시 교동에 있는 공립 고등학교이다.

## 학교 연혁
- 1942년 5월 1일 : 김천공립상업학교 개교
- 1944년 4월 1일 : 김천공립농업학교로 전환(4년제) 농업과, 수의축산과
- 1950년 4월 29일 : 김천농림고등학교로 교명변경 농업과 6, 임업과 6, 축산과 3 <계 15학급>
- 1994년 11월 11일 : 교명 변경 인가 <’95. 3. 1. 김천농공고등학교>
- 2006년 8월 16일 : 경상북도교육청고시 제2006-6호에 의거 특성화고등학교 지정
- 2009년 10월 14일 : 임대형민자사업(BTL) 교사동 및 급식소 준공
- 2010년 3월 8일 : 학생기숙사(생활관) 준공
- 2011년 6월 27일 : 교명변경 인가(2012.3.1부터) 교명 김천생명과학고등학교
- 2011년 6월 27일 : 학과개편 인가(2012.3.1부터) 학과개편 식물자원과, 동물자원과, 바이오식품가공과, 농업유통정보과, 산업기계과, 골프관리과, 특수학급
- 2017년 4월 24일 : 학과개편(2018.3.1.부터) 식물자원과 1, 동물자원과 1, 식품가공과 2, 산업기계과 1, 조경관리과 1, 특수학급 2 <계 20학급>
- 2017년 12월 27일 : 특수학급 1개 반 증설(총 3학급, 2018.3.1.부터) <계 21학급>
- 2021년 3월 1일 : 제24대 유인식 교장 취임
- 2024년 1월 4일 : 제77회 졸업식 62명 졸업(총 16,656명)
- 2024년 3월 4일 : 신입생 145명 입학

## 설치 학과
- 산업기계과
- 동물자원과
- 식물자원과
- 식품가공과
- 조경관리과
- 바이오산업기계과

## 참고 자료
- 김천생명과학고등학교 - 한국교육학술정보원 학교알리미